# 看護研究
看護研究（かんごけんきゅう、Nursing Research）は、臨床現場での看護実践の事象（phenomenon）を記述し、またそれを支えるための調査研究活動を指して用いられる言葉である。
科学的な根拠に基づいた（evidence based ）実践としての看護は、フローレンス・ナイチンゲールの時代以来、発展を続けてきたが、20世紀に入り幾多度かの世界的な規模の戦争も経て、徹底的に発展を遂げてきた。
理論に叶った看護的な介入（intervention）を進歩させるべく看護研究においても、看護教育の場では、これまで以上に科学的な根拠を強調するようになってきた。
看護研究は、看護学の研究、発表の活動であるだけでなく、看護教育の中でも学生たちにやらせるし、また病院現場でも自分たちの看護実践、もしくは看護技術の改善のための活動として行われている。日本でその一部は、臨床現場からの発表として、日本看護研究学会などでも発表されている。

## タイプ
- 質的研究

おもに統計学理論をもちいた「仮説検証型」の量的研究と対比して説明されることが多い。しかしながら、その理論的背景はまったく異質なものであり、単純に対比できる概念とはいえない。
量的研究が考察の対象となる事象を数量化して処理するのに対して、質的研究は言語データあるいは言語に変換されたデータとして処理、分析する。質的研究も「仮説検証型」のスタイルをとる場合もあるが、一般的に仮説を明確にする「仮説生成型」のスタイルをとる場合が多い。
質的研究は社会学における観察研究あるいは面接調査として発達してきた。そのため、看護学においては患者の個別の疾病の様相、症例の意味理解に焦点をおく質的研究が見られる。
データの収集と処理、分析が同時並行におこなわれることが多く、また、その研究プロセスにも自由度が高い。特定の方法論や理論的背景に欠ける点が質的研究に対する批判の中心でもある。グラウンデッド・セオリー・アプローチと呼ばれるプロセスもあるが、これらも難解であり、多くの質的研究者の支持を集めているとはいえない。
- 量的研究

看護ケアを受ける側、発信する側の経験の統計的、数量的分析
- アクションリサーチ

地域社会などの実際の健康問題との改善、改革的な行動型研究

## データの収集での手法
- 観察
- 面接法（インタビュー）
- 質問紙法（アンケート）
- 生理学的測定
- 心理検査
- 心理記述
- コホート分析